# 夏爾夏格恩峰
46°27′04″N 9°54′21″E / 46.4511°N 9.90593°E

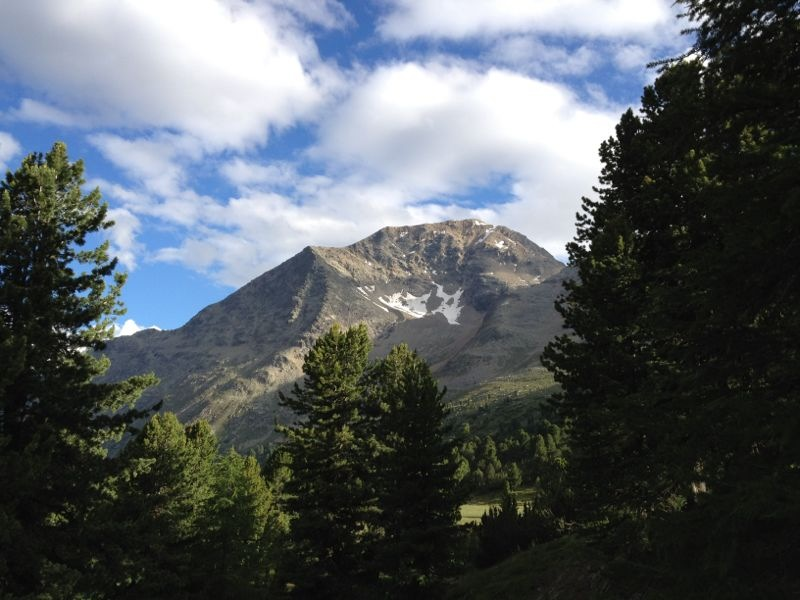

夏爾夏格恩峰（Piz Chalchagn），是瑞士的山峰，位於該國東南部，由格勞賓登州負責管轄，屬於貝爾尼納山脈的一部分，海拔高度3,154米，每年平均降雨量1,693毫米。